# Why Did You Do That?
"Why Did You Do That?" là bài hát từ bộ phim 2018 A Star Is Born và album nhạc phim cùng tên, được biểu diễn bởi ca sĩ-diễn viên của phim, Lady Gaga.

## Bảng xếp hạng
| Bảng xếp hạng (2018)               | Vị trí cao nhất |
| ---------------------------------- | --------------- |
| Slovakia (Singles Digitál Top 100) | 17              |